# Ocolișel, Cluj
Ocolișel, în trecut Ocolișul Mic (în maghiară Felsőaklos) este un sat în comuna Iara din județul Cluj, Transilvania, România.

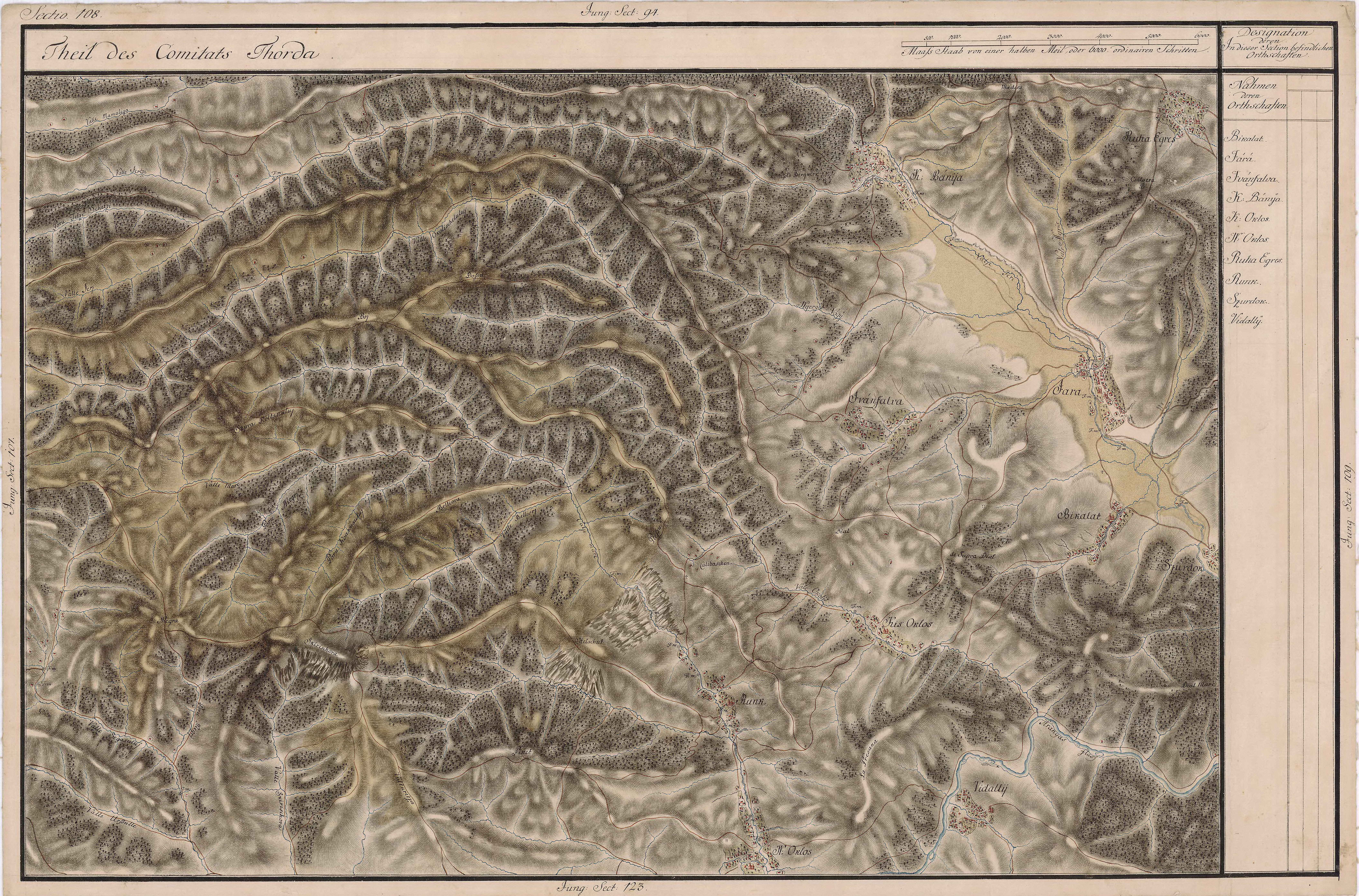
Ocolișel pe Harta Iosefină a Transilvaniei, 1769-1773 (Sectio 108)

Pe Harta Iosefină a Transilvaniei din 1769-1773 (Sectio 108) satul Ocolișel apare sub numele de Kis Oklos.

## Lăcașuri de cult
- Biserica de lemn "Sf. Arhangheli Mihail și Gavriil" (1852). Biserica este înscrisă pe Lista monumentelor istorice din județul Cluj[2], elaborată de Ministerul Culturii din România în anul 2015.

## Transporturi
Haltă de cale ferată a Mocăniței (în prezent inactivă). 

## Galerie de imagini

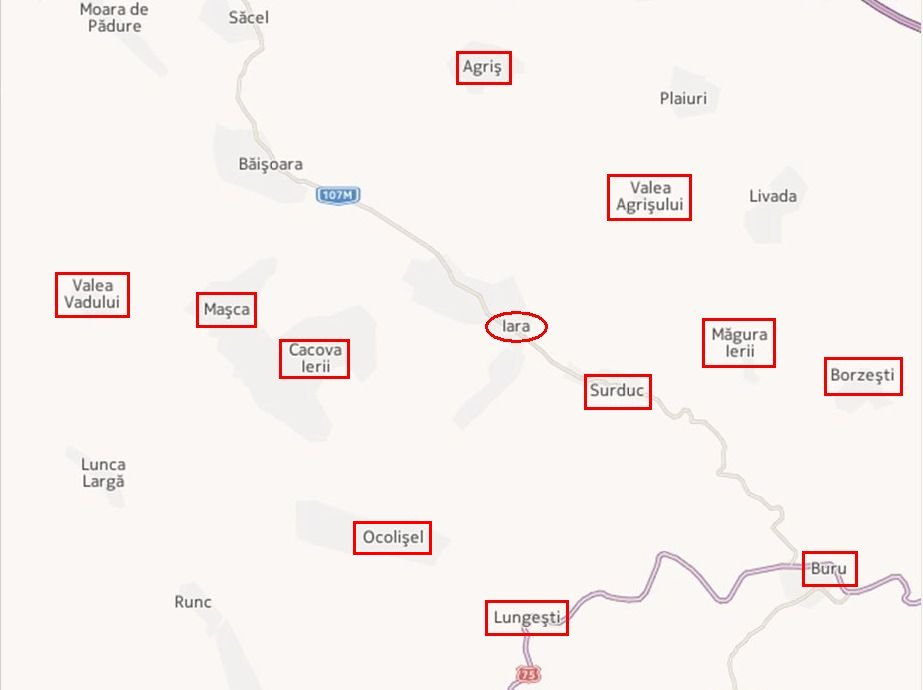
Comuna Iara și satele componente
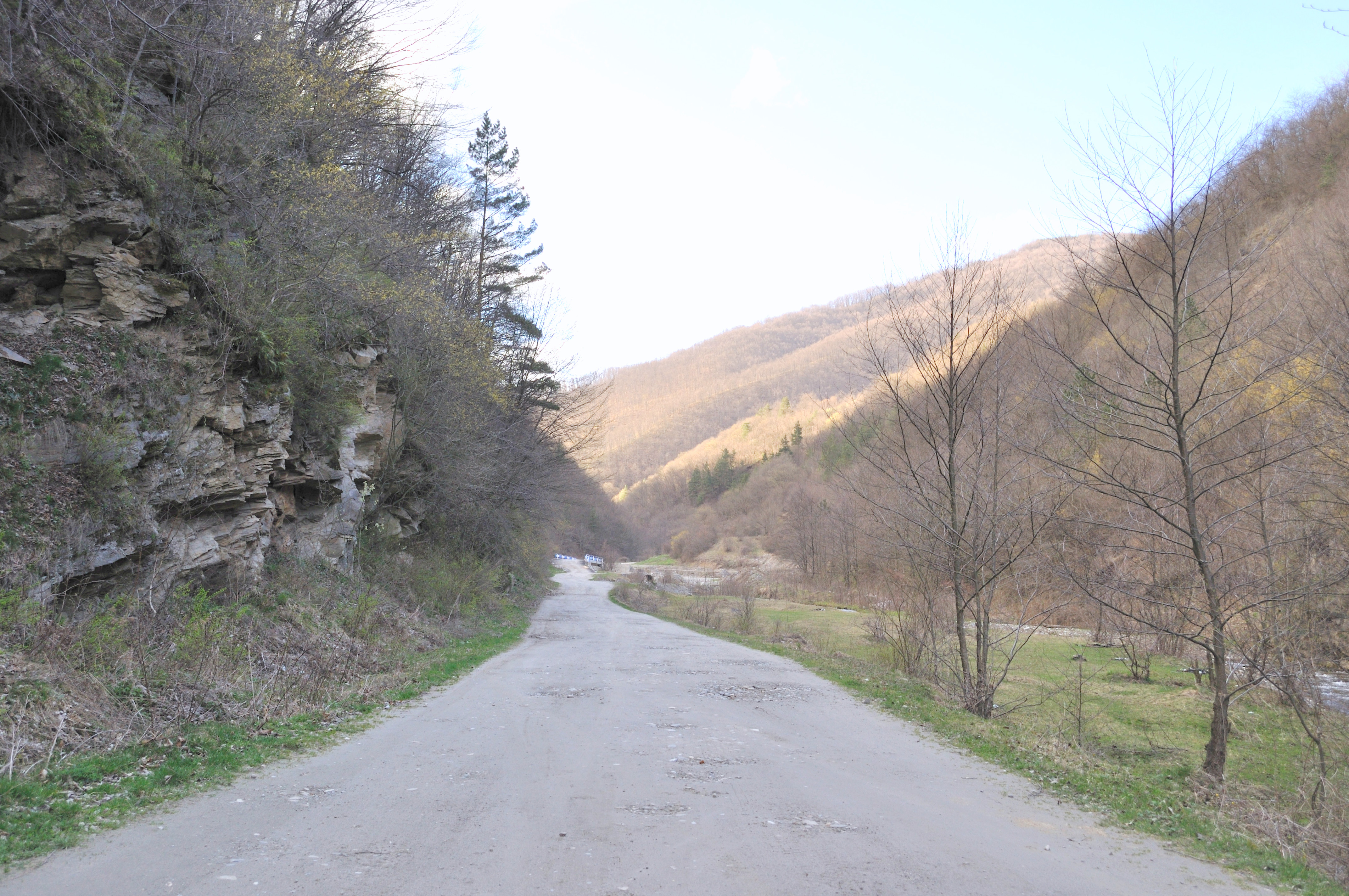
Drumul comunal spre Ocolișel
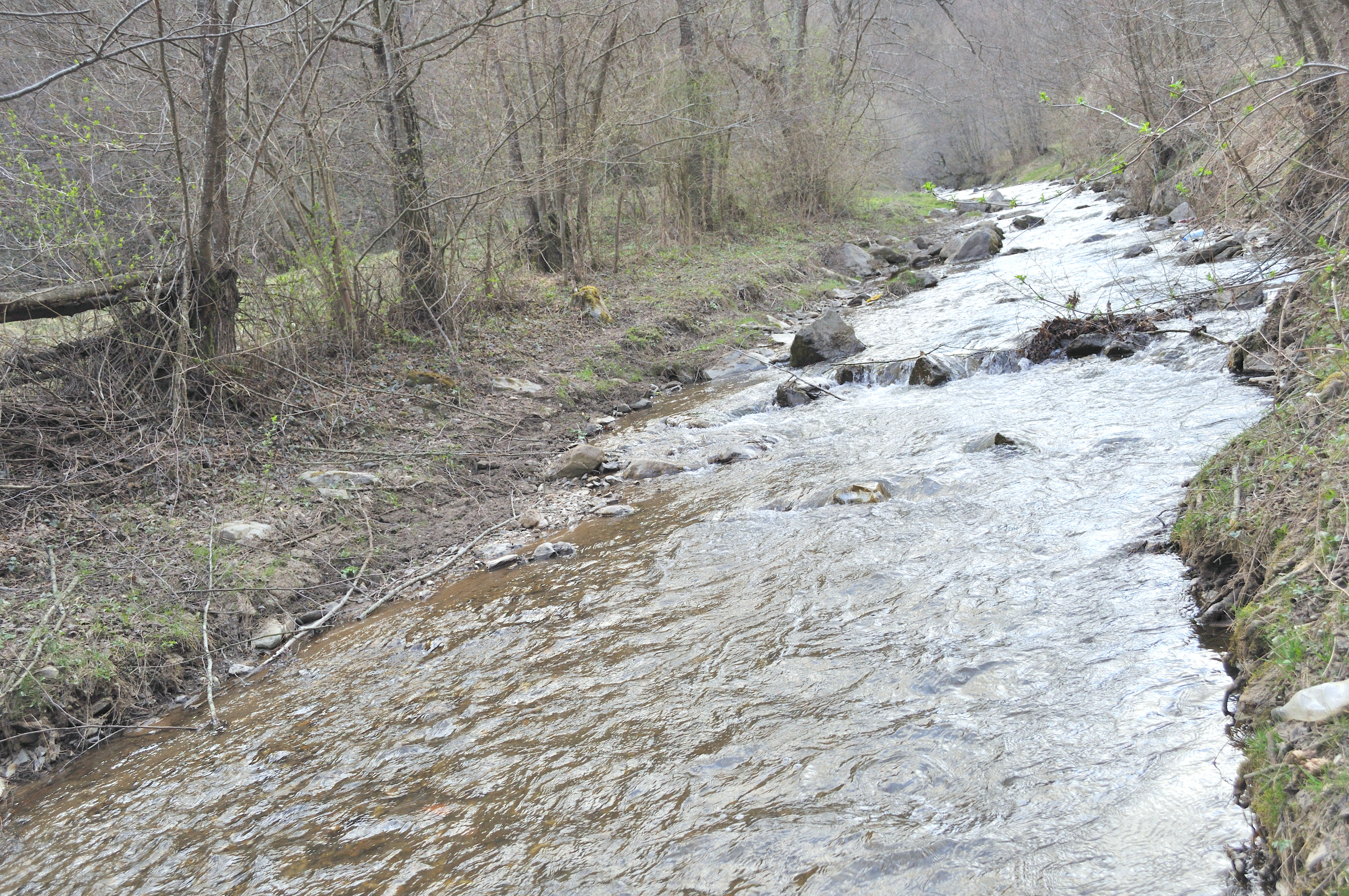
Râul Ocolișel (afluent al Arieșului)
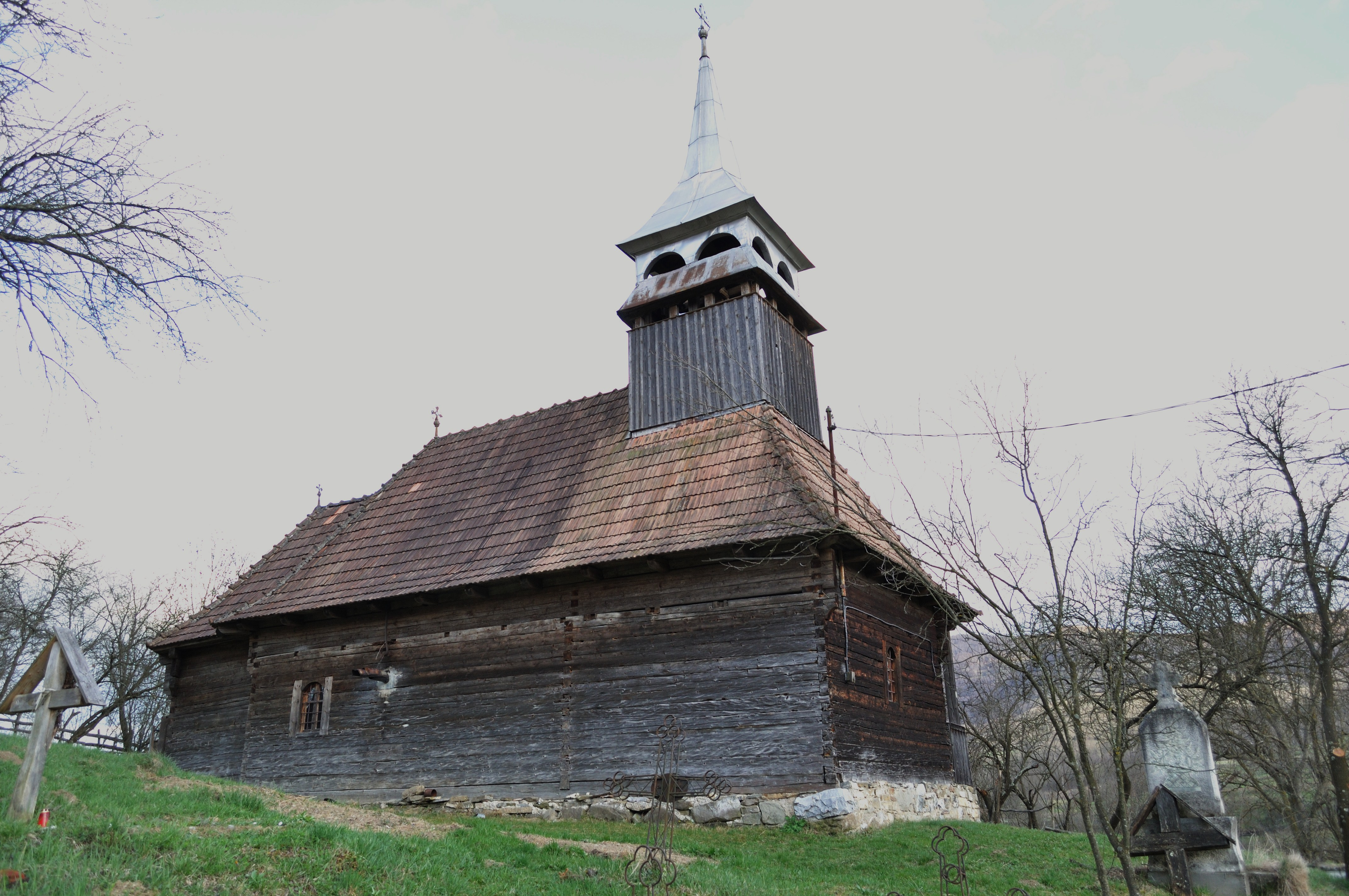
Biserica de lemn (monument istoric)
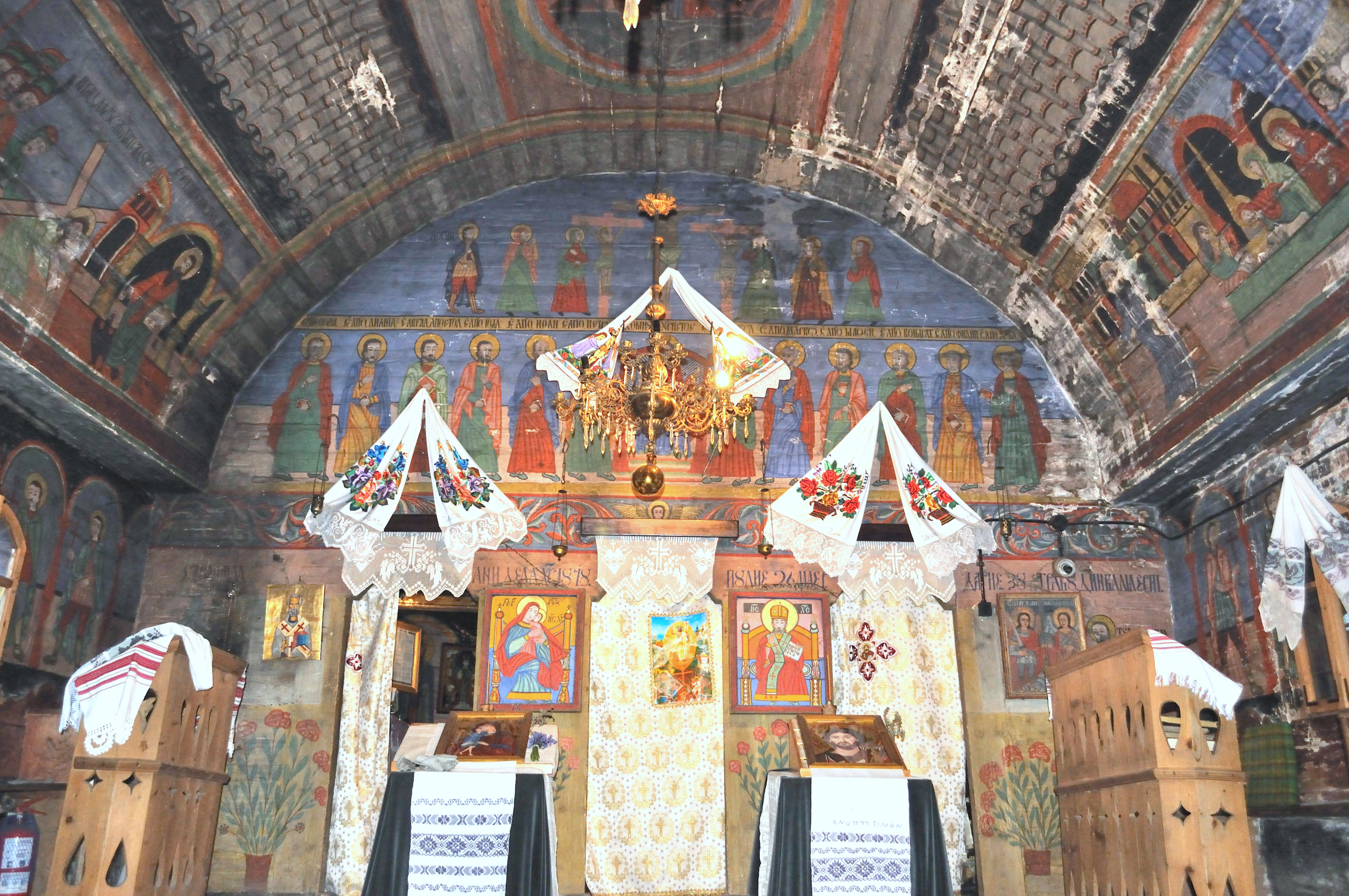
Interiorul bisericii de lemn
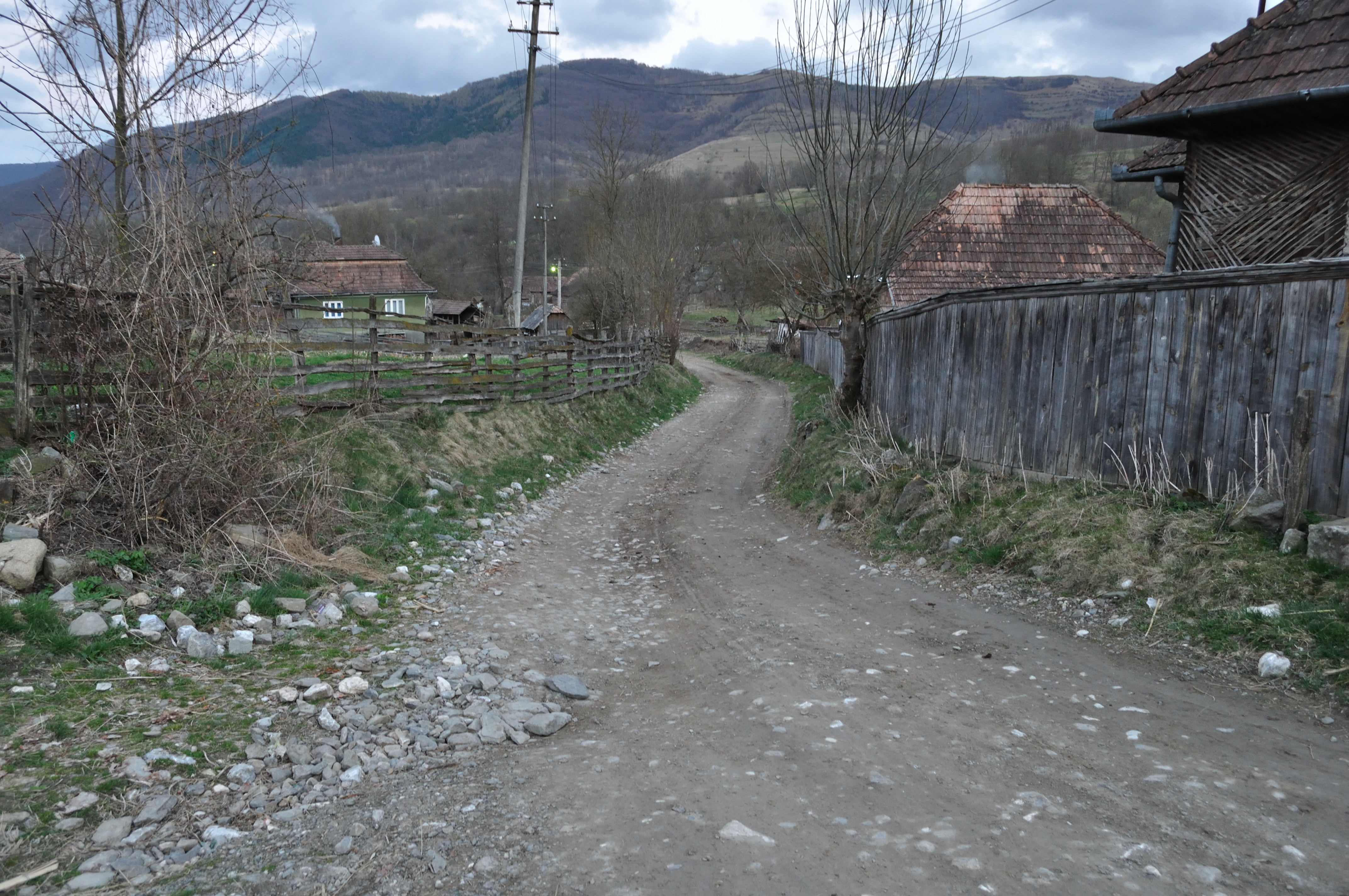